# Pseudonezumia pusilla
Pseudonezumia pusilla är en fiskart som först beskrevs av Sazonov och Shcherbachev 1982.  Pseudonezumia pusilla ingår i släktet Pseudonezumia och familjen skolästfiskar. Inga underarter finns listade i Catalogue of Life.